# Oligopole
Pour un article plus général, voir Régime du marché.
Une situation d’oligopole se rencontre lorsqu'il y a, sur un marché, un nombre faible d'offreurs (vendeurs) disposant d'un certain pouvoir de marché et un nombre important de demandeurs (clients). On parle aussi de situation de marché oligopolistique.
Il s'agit d'une situation de marché imparfait : dans le cadre de la concurrence pure et parfaite, le profit de chaque producteur ne dépend pas de l'attitude des autres offreurs, les agents économiques concernés sont des « Price Takers » (Preneurs de prix) dû au principe de l'atomicité. En revanche, lorsque c'est un contexte d'un marché imparfait, ceci n'est pas applicable car les gains ou le profit réalisé par les offreurs dépendent fortement de l'attitude des autres.
Il existe dans ce cas une interaction stratégique entre les firmes : les actions entreprises par une firme donnée (choix de
prix, de quantité, de budget publicitaire, etc.) ont un impact sur le profit de ses concurrents. Ainsi, si une entreprise produit une unité supplémentaire, le prix de marché doit baisser, ce qui crée une externalité (négative) sur toutes les autres entreprises. Dans ce contexte, la meilleure stratégie d’une entreprise dépend des stratégies choisies par ses concurrents.
L’une des raisons de l’existence d’un marché oligopolistique est due au fait que la sélection de la firme peut conduire spontanément à une configuration de monopole ; on parle de « monopole naturel ».

## Principe
Lorsque les rendements sont constants ou croissants, les producteurs sont rationnellement incités à grossir afin de réaliser des économies d'échelle, ce qui tend à la concentration, et l'équilibre d'un tel système est une situation de monopole où il ne reste plus qu'un producteur. Néanmoins, dans le but de protéger le consommateur des abus, les institutions politiques s'opposent à la constitution de monopoles. Ces marchés tendent vers un équilibre oligopolisme.
Une fois cet équilibre atteint, les producteurs peuvent se livrer une concurrence féroce (cas d'Intel et AMD sur le marché des microprocesseurs), mais peuvent aussi s'entendre de manière plus ou moins formelle et constituer un cartel. De même qu'elles interdisent l'abus de position dominante, les institutions politiques s'opposent aux ententes abusives. Par exemple en France, il existe quatre sociétés (offreurs) qui proposent des services de téléphonie mobile à des millions de demandeurs (clients). La concurrence devenant quasi inexistante entre les opérateurs, l'État français est intervenu afin d'obliger les offreurs à réviser le coût des SMS (Short Message Service) qui étaient facturés six à huit fois leur prix de revient[réf. nécessaire] (NB : aujourd'hui, le marché des opérateurs télécoms a été ouvert à la concurrence).
Le cas d'oligopole le plus simple est un duopole, où il y a deux producteurs.
Certains secteurs d'activité sont des secteurs « oligopolistiques » : les rendements d'échelle sont tellement grands qu'il est plus rentable pour l'économie que le nombre d'acteurs soit limité (voir aussi monopole naturel).

## Exemples
Aucun duopole ou oligopole n'est parfait, mais quelques cas de figure s'y apparentent en 2008, dont :
- quasi-duopole : Intel et AMD, qui équipent à eux deux la plus grande partie des ordinateurs personnels ; Pepsi et Coca-Cola sont les seuls producteurs de cola de taille mondiale ; Christie's et Sotheby's, qui se partagent la quasi-totalité du marché des ventes aux enchères d'art de prestige dans le monde même aussi Airbus et Boeing qui sont les deux plus gros constructeurs aéronautiques ;
- quasi-oligopole : les 4 fournisseurs principaux de télécommunication mobile aux États-Unis : AT&T, Sprint, T-Mobile et Verizon, accusés le 26 décembre 2008 par le New York Times de ne pas se livrer à une concurrence très acharnée sur les prix des SMS[1]. Les motoristes aéronautiques Pratt-Whitney, General electric, Rolls-Royce et Snecma se partagent la totalité de la motorisation des Airbus et Boeing. On peut aussi citer le marché de la notation financière, quasi exclusivement détenu par trois firmes, Moody's, Standard & Poor's et Fitch Ratings. Les multinationales VISA, Mastercard, et dans une moindre mesure American Express, qui exploitant des réseaux de paiement traitant l'essentiel des transactions bancaires mondiales, sont également en situation de quasi-oligopole. En Chine, UnionPay est également en situation de quasi-oligopole dans le secteur des paiements.
- dans le domaine de l'audit financier et du conseil, les "Big 4" sont fréquemment considérés comme relevant d'un oligopole[2],[3],[4].

## Politique des prix
Les stratégies envisagées par les entreprises oligopolistiques sont nombreuses. En fixant le prix et en général la politique de vente, il faut tenir compte de la réaction de tous les concurrents. Plusieurs modèles ont été proposés pour analyser ces cas. On peut généraliser les modèles de Cournot ou de Stackelberg à un nombre arbitraire d’entreprises.
D’autres modèles sont les barrières à l’entrée, la demande coudée, le modèle de Chamberlin, le prix limite, la différenciation des produits ou la collusion implicite. Les cartels et autres ententes illicites existent aussi même si elles sont bannies par les autorités de la concurrence.